# Тетрародийпентацерий
Тетрародийпентацерий — бинарное неорганическое соединение
родия и церия
с формулой Ce5Rh4,
кристаллы.

## Получение
- Сплавление стехиометрических количеств чистых веществ:

{\displaystyle {\mathsf {4Rh+5Ce\ {\xrightarrow {T}}\ Ce_{5}Rh_{4}}}}

## Физические свойства
Тетрародийпентацерий образует кристаллы
ромбической сингонии,
пространственная группа P nma,
параметры ячейки a = 0,7434 нм, b = 1,486 нм, c = 0,7604 нм, Z = 4,
структура типа тетрасилицида пентагадолиния Gd5Si4
.